# Young Nowheres
Pour plus de détails, voir Fiche technique et Distribution.
Young Nowheres est un film américain réalisé par Frank Lloyd, sorti en 1929.

## Fiche technique
- Titre : Young Nowheres
- Réalisation : Frank Lloyd
- Scénario : Bradley King et I.A.R. Wylie
- Photographie : Ernest Haller
- Pays de production : États-Unis
- Format : Noir et blanc - 1,37:1
- Genre : drame
- Date de sortie : 1929

## Distribution
- Richard Barthelmess : Albert « Binky » Whalen
- Marian Nixon : Annie Jackson
- Bert Roach : Mr Jesse
- Anders Randolf : Cleaver